# حسن‌آباد انده
حسن‌آباد انده، روستایی در دهستان انده بخش مرکزی شهرستان میرجاوه در استان سیستان و بلوچستان ایران است.

## جمعیت
بر پایه سرشماری عمومی نفوس و مسکن در سال ۱۳۹۵، جمعیت این روستا برابر با ۳۱۰ نفر (۸۹ خانوار) بوده‌است.